# Royal Artillery Barracks
I Royal Artillery Barracks di Woolwich, nel sud-est di Londra, sono un complesso architettonico un tempo sede della Royal Artillery.
In occasione delle Olimpiadi e Paralimpiadi 2012 vi si sono svolte le competizioni di tiro.